# Dialog im Kamptal
Dialog im Kamptal (Dialog v Kamptalu) je politična platforma in diskusijsko srečanje, ki je bilo ustanovljeno leta 2019 v avstrijskem Gars am Kampu. Organizirajo ga Georgia Kazantzidu in Matthias Laurenz Gräff kot zasebno, nestrankarsko pobudo in platformo na povsem prostovoljni osnovi v tradiciji "salona državljanov". Vsebinsko se dialogi ukvarjajo tako z evropsko kot z avstrijsko politiko.

## Zgodovino
Dialog v Kamptalu se je začel ob volitvah v Evropski parlament leta 2019, da bi državljane obveščal o Evropi, povečal zanimanje za Evropsko unijo in deloval kot proevropski pobudnik v regiji Kamptal in Waldviertel. Lokacija, umetniški atelje Gräff, je bila izbrana, da dokaže pomen umetnosti v Evropi za politiko in družbo ter bližino državljanov. Nato se je platforma razvila v prostor za informacije in diskurz v politiki, diplomaciji in medkulturni izmenjavi, ki poskuša razložiti in promovirati družbena vprašanja ter prispevati k boljšemu razumevanju naše družbe in njene raznolikosti, sodelovanja in izmenjave. Dogodki se odvijajo brez določenega datuma, želijo pa zagotoviti določeno kontinuiteto z dvema do štirimi dogodki na leto.

## Dialogi

### 2019

#### Evropski dialog v Kamptalu
Dialog je vključeval:
- Wolfgang Petritsch, veleposlanik
- Douglas Hoyos-Trauttmansdorff, član Državnega sveta
- Werner Groiß, politik
- Christian Schuh, politik
- Walter Kogler-Strommer, politik
- Moderator Josef Wiesinger[5]

#### Dialog v Kamptalu - konvergenca politike
Razgovori so vključevali:
Poleg najboljših kandidatov in članov Državnega sveta -
- Martina Diesner-Wais
- Alois Kainz
- Martin Litschauer
- Günter Steindl
- Herbert Kolinsky
- fizik Werner Gruber kot častni gost na stopničkah.
- Moderaciji je znova predsedoval poslanec Josef Wiesinger.[6] · [7]

### 2020

#### Politika, diplomacija v 21. stoletju
Dialog je vključeval:
- Emil Brix, veleposlanik
- Hannes Swoboda, evropski politik
- Philipp Jauernik, zgodovinar in član upravnega odbora Panevropska unija Avstrija
- Moderator Eric Frey iz Der Standarda.[8] · [9]

#### Dialog o knjigah - Iskanje skupnega
Dialog je vključeval:
- Karin Kneissl, nekdanja zunanja ministrica
- Michael Breisky, veleposlanik
- Georg Vetter, politik
- Moderatorka Georgia Kazantzidu[10]

#### Naša Evropa. Kdo smo, od kod smo in kam gremo?
Dialog je vključeval:
- Erhard Busek, nekdanji avstrijski podkancler
- Sebastian Prinz von Schönenaich-Carolath, veleposlanik
- Helmut Brandstätter, član Državnega sveta; nekdanji založnik in odgovorni urednik dnevnega časopisa Kurier
- Willi Mernyi, generalni direktor avstrijskih sindikatov
- Moderator Daniel Lohninger, glavni novinar Niederösterreichische Nachrichten (NÖN)[11] · [12]

### 2021

#### NEOS
Dialog je vključeval:
- Indra Collini, predsednica NEOS Spodnja Avstrija, predsednica kluba NEOS Landtag, poslanec
- Helmut Hofer-Gruber, poslanec NEOS
- Moderator Bernd Pinzer, Direktor kluba NEOS Landtag[13]

#### Pomen avstrijskega sodstva in ustave
Dialog je vključeval:
- Wolfgang Brandstetter, nekdanji avstrijski podkancler, minister za pravosodje, ustavni sodnik
- Moderator Werner Groiß, politik[14][15][16]

### 2022

#### Karl von Habsburg - 100 let Paneuropean
Dialog je vključeval:
- Karl von Habsburg, vodja Habsburške hiše in pretendent na nekdanje prestole svoje dinastije, predsednik avstrijskega vseevropskega gibanja in član upravnega odbora Panevropske unije, najstarejšega evropskega združitvenega gibanja.
- Moderator Rainhard Kloucek, Generalni sekretar Paneuropa Gibanja Avstrija in član upravnega odbora Paneuropa unije[17][18][19]

#### Helmut Brandstätter v pogovoru
Dialog je vključeval:
- Helmut Brandstätter, član Državnega sveta; nekdanji založnik in odgovorni urednik dnevnega časopisa Kurier[20][21]

## Levo
- Spletna stran

## Poverilnice
1. 1 2  NÖ GVV (Niederösterreichischer Gemeindevertreterverband), Interview: „Georgia kann mann nicht in irgendeine Schublade stecken“[mrtva povezava] (nemško)
2. ↑  Donau Universität Krems an der Donau. Research Lab Democracy and Society in Transition Arhivirano 2020-10-17 na Wayback Machine. (nemško)
3. 1 2  Spletna stran (nemško)
4. ↑  Časopisni članki, NÖN, Gräff-Atelier empfängt zu „Europa-Dialog“ im Kamptal (nemško)
5. ↑  Časopisni članki: Bezirksblätter, Europa Dialog im Kamptal (nemško)
6. ↑  Časopisni članki: NÖN, Was braucht das Waldviertel? (nemško)
7. ↑  Časopisni članki: Bezirksblätter, Spitzenkandidsaten des Regionalwahlkreises und Ehrengast Werner Gruber diskutieren im Atelier Gräff (nemško)
8. ↑  Časopisni članki: NÖN, Dialog im Kamptal. Friede zentrales Thema in Zitternberg (nemško)
9. ↑  Časopisni članki: Bezirksblätter, Politik, Diplomatie im 21. Jahrhundert mit hochkarätigen Gästen (nemško)
10. ↑  Časopisni članki: Bezirksblätter, Dialog der Bücher - Das Gemeinsame finden (nemško)
11. ↑  Časopisni članki: NÖN, Dialog im Kamptal. EU braucht Bildung (nemško)
12. ↑  Časopisni članki: Bezirksblätter, Unser Europa, Wer sind wir, woher kommen wir und wohin gehen wir? (nemško)
13. ↑  Časopisni članki: NÖN, "Vorbilder werden dringend gesucht" (nemško)
14. ↑  Dialog im Kamptal, Gerichtsbarkeit und Verfassung (nemško)
15. ↑  Časopisni članki: NÖN, Dialog im Kamptal: Wolfgang Brandstetter „Bin zufrieden mit unserer Verfassung“ (nemško)
16. ↑  Časopisni članki: Bezirksblätter, Dialog im Kamptal: "Stellenwert der Gerichtsbarkeit und der Österreichischen Verfassung" (nemško)
17. ↑  Dialog im Kamptal, "Karl von Habsburg - 100 Jahre Paneuropa" (nemško)
18. ↑  Časopisni članki: Niederösterreichische Nachrichten (NÖN), Dialog im Kamptal: Der Tyrann im Fokus (nemško)
19. ↑  Časopisni članki: www.meinbezirk.at, Dialog im Kamptal. Karl Habsburg bei 100 Jahre Paneuropa[mrtva povezava] (nemško)
20. ↑  Časopisni članki: www.meinbezirk.at, "Helmut Brandstätter im Gespräch" (nemško)
21. ↑  Časopisni članki: NÖN, "Zitternberg: Ehrlichkeit in Politik wichtig" (nemško)